# Diari Oficial de la Generalitat de Catalunya
El Diari Oficial de la Generalitat de Catalunya (abreviado como DOGC; Diario Oficial de la Generalidad de Cataluña) es el medio de publicación oficial de las leyes de la comunidad autónoma española de Cataluña y de las normas, las disposiciones de carácter general, los acuerdos, las resoluciones, los edictos, las notificaciones, los anuncios y otros actos de la Administración y del Gobierno de Cataluña, con tal de que se produzcan los efectos jurídicos correspondientes.

## Estructura
La publicación se estructura en cinco sesiones básicas:
1. Disposiciones.
2. Cargos y personales.
3. Concursos y anuncios.
4. Administración local.
5. Administración de justicia.

El DOGC aparece diariamente de lunes a viernes no festivos, tanto la edición en catalán como en castellano. Actualmente se ofrece de forma universal y gratuita en internet.    

## Historia
El Diari Oficial de la Generalitat de Catalunya (DOGC) tiene sus antecedentes históricos en el Boletín de la Generalitat de Cataluña (Butlletí de la Generalitat de Catalunya), cuyo número 1 apareció el 3 de mayo de 1931 con el establecimiento de la Generalidad, después de la instauración de la República española como la consecuencia de las elecciones municipales del 12 de abril del mismo año. 
A partir del 31 de diciembre siguiente se tituló Boletín Oficial de la Generalidad de Cataluña (Butlletí Oficial de la Generalitat de Catalunya), hasta que, el 26 de agosto de 1936, aconteció Diari Oficial de la Generalitat de Catalunya (Diario Oficial de la Generalidad de Cataluña). El último número de esta época fue publicado el 26 de enero de 1939, el día de la caída de Barcelona a manos de las tropas franquistas.
Exiliados los miembros del Gobierno de la Generalidad y los diputados del Parlamento de Cataluña, el órgano oficial dejó de aparecer. De todas maneras, la voluntad de supervivencia en el exilio se manifestó en la edición de tres números que salieron con la misma cabecera del Diari Oficial, publicados por el presidente Josep Tarradellas en Francia. El número 1 lleva fecha de junio de 1956; el número 2, de mayo de 1977; y el número 3, de agosto del mismo año.
Con el restablecimiento de la Generalidad de Cataluña el 29 de septiembre de 1977, se inició la segunda época de la Generalidad contemporánea y se retomó la publicación del DOGC: el 5 de diciembre de 1977 apareció el primer número, con la publicación del Real Decreto-ley 41/1977, de 29 de septiembre, de restablecimiento provisional de la Generalidad de Cataluña, y el nombramiento de Josep Tarradellas como presidente de la Generalidad y de Frederic Rahola como consejero de la Presidencia y los decretos de estructura del Gobierno de la Generalidad y nombramiento de los consejeros. En el número 2, de 12 de enero de 1978, se publicó, entre otros, la Orden del Presidente de la Generalidad de Cataluña por la cual se oficializaba el retomó de la publicación del Diari Oficial, y se hacía extensiva al número 1, ya editado. 
Hasta el 31 de diciembre de 2005 se habían publicado en el DOGC de la segunda época (1977) un total de 391.229 documentos.
El 29 de junio de 2007 se publicó el último ejemplar del DOGC impreso en papel. Desde esa fecha, se publica únicamente por internet. No obstante, cualquier ciudadano puede solicitar siempre que lo desee una copia en papel.

## Acceso y consulta del DOGC
La Ley 2/2007, de 5 de junio, del Diari Oficial de la Generalitat de Catalunya, dispone en su artículo 2.3: "El DOGC es un servicio público de acceso universal y gratuito. Se garantiza el derecho de los ciudadanos a acceder gratuitamente a los documentos que se publican en el mismo y a una base de datos que facilite su consulta".
El acceso gratuito se realiza desde la web del DOGC.